# Sabine Weißflog
Birgit Sabine Weißflog ist eine deutsche Krankenschwester, Pflegewissenschaftlerin und Hochschullehrerin. Sie ist Professorin für Klinische Pflege an der Frankfurt University of Applied Sciences.

## Werdegang
Weißflog  promovierte im Jahr 2013 zum Thema Wissen, Wahrheit und Macht im Diskurs der deutschen Psychiatriepflege. Genealogie der Pflegeplanung für die Jahre 1995 bis 2011. Durch ein Praktikum lernte Weißflog im Rahmen ihres Studiums das Spital der Psychiatrischen Dienste Thurgau auf dem Gelände des Klosters Münsterlingen kennen, wo sie später beschäftigt war. Derzeit lehrt Weißflog als Professorin für klinische Pflege mit dem Schwerpunkt Psychiatrie an der Frankfurt University für Applied Sciences. Sie leitet auch den Studiengang Advanced Practice Nursing an dieser Hochschule.  Zudem ist sie als Dozentin an der Hamburger University of Applied Sciences tätig und gehört dem Beirat Bildungsgänge des Bereichs „Psychische Gesundheit und Krankheit“ des Fachbereichs Gesundheit der Berner Fachhochschule an.

### Positionen
Weißflog sieht eine Notwendigkeit für die Emanzipation des Berufsfeldes Pflege. Als größtes Hindernis auf diesem Weg sieht sie  fehlende Ressourcen an, die in Deutschland die strukturelle und inhaltliche Weiterentwicklung der Pflege aus ökonomischen Gründen und aus entsprechend gelenkten Interessen heraus behindern.

### Publikationen
Gemeinsam mit Julia Lademann, die an der Frankfurter UAS Pflegewissenschaft und Gesundheitswissenschaften unterrichtet, veröffentlichte Weißflog im Jahr 2021 ein Fachbuch im Kohlhammer Verlag.
- Verstehen in der psychiatrischen Pflege. Beiträge für erweiterte pflegewissenschaftliche Perspektiven. Kohlhammer Verlag, Stuttgart 2021, ISBN 978-3-17-039688-3

## Ehrenamtliches Engagement
Weißflog engagiert sich in maßgeblichen Positionen in mehreren ehrenamtlichen Organisationen für professionelle Pflege im deutschsprachigen Raum. Sie ist Mitglied der Akademischen Fachgesellschaft Schweiz und gehört der Jury des Nachwuchspreises der Deutschen Gesellschaft für soziale Psychiatrie, sowie dem Fachausschuss Forschung dieser Fachgesellschaft an. Bei der Bundesinitiative Ambulante psychiatrische Pflege engagiert Weißflog sich im wissenschaftlichen Beirat. Zudem ist sie Mitglied der Deutschen Gesellschaft für Psychiatrie und Psychotherapie, Psychosomatik und Nervenheilkunde und der Deutschen Fachgesellschaft für Psychiatrische Pflege. Darüber hinaus ist Weißflog Sprecherin für die Sektion Psychiatrische Pflegeforschung der Deutschen Gesellschaft für Pflegewissenschaft.